# Vilko ežeras ir jo apyežeris
Vilko ežeras ir jo apyežeris este o arie protejată (arie specială de conservare — SAC, sit de importanță comunitară — SCI) din Lituania întinsă pe o suprafață de 120,1 ha, integral pe uscat.

## Localizare
Centrul sitului Vilko ežeras ir jo apyežeris este situat la coordonatele 54°07′32″N 23°48′24″E / 54.1256°N 23.8068°E.

## Înființare
Situl Vilko ežeras ir jo apyežeris a fost declarat sit de importanță comunitară în august 2016 pentru a proteja un număr necunoscut de specii din flora spontană și fauna sălbatică aflate în arealul zonei. Situl a fost protejat și ca arie specială de conservare în ianuarie 2021.

## Biodiversitate
Situată în ecoregiunea boreală, aria protejată conține 1 habitat natural: Păduri aluvionare cu Alnus glutinosa și Fraxinus excelsior (Alno-Padion, Alnion incanae, Salicion albae).
La baza desemnării sitului se află un număr nedeclarat de specii protejate.